# Université de Strasbourg III
Université de Strasbourg III, Université Robert Schuman, URS jest to francuski uniwersytet publiczny mający swoją siedzibę w Strasburgu.  Na uniwersytecie kształci się ponad 10 000 studentów z czego 1 500 pochodzi z wymiany międzynarodowej. Uczelnia specjalizuje się w kształceniu uczniów wydziału prawa, politologii a także stosunków międzynarodowych. 
W skład uczelni wchodzą także trzy Grandes écoles: Institut d'études politiques de Strasbourg, Institut européen d'études commerciales supérieures de Strasbourg (IECS) a także Centre Universitaire d'Enseignement du Journalisme (CUEJ).
Patronem uniwersytetu jest słynny francuski polityk Robert Schuman.
Od 1 stycznia 2009 roku uniwersytet już nie istnieje, a jego wydziały są częścią zjednoczonego Uniwersytetu w Strasburgu (Université de Strasbourg, UNISTRA).

## Znani studenci oraz wykładowcy
- Jean-Claude Juncker – premier Luksemburga
- Robert Schuman – polityk francuski, jeden z ojców zjednoliconej Europy
- Micheil Saakaszwili – prezydent Gruzji